# Borgiallo
Borgiallo (piemontiul Ël Borgial) egy község (comune) Torino megyében. Területének legmagasabb pontja 2231 méter.

## Látnivalók
San Carlo templom: 17. században épült

## Fordítás
- Ez a szócikk részben vagy egészben  a   Borgiallo című olasz Wikipédia-szócikk fordításán alapul.  Az eredeti cikk szerkesztőit annak laptörténete sorolja fel. Ez a jelzés csupán a megfogalmazás eredetét és a szerzői jogokat jelzi, nem szolgál a cikkben szereplő információk forrásmegjelöléseként.